# Церковь Александра Невского (Тарту)
Церковь Александра Невского (эст. Aleksander Nevski kirik) — православный храм Тартуской епархии Эстонской апостольской православной церкви (Константинопольского патриархата). Расположена в Тарту в Эстонии.

## История
27 мая 1914 года архиепископом Рижским и Митавским Иоанном (Смирновым) был освящён закладной камень в основание будущего храма. Архитектурный проект подготовил В. И. Лунский, а строительный комитет собрал на возведение храма около 130 тысяч рублей. Среди жертвователей был среди прочих и император Николай II, пожертвовавший два раза по 2 тысячи рублей. Руководство строительными работами взял на себя эстляндский строительный инженер Фромхольд Кангро.
Нижний храм был освящён 21 ноября 1914 года и использовался русской и эстонской православными общинами поочерёдно. Верхний храм был освящён 26 сентября 1915 года.
С присоединением Эстонии к СССР, церковь в 1940 году была национализирована властями и использовалась как хранилище Тартуского университета, а позднее как Национальный музей этнографии Эстонской ССР.
В 1995 году церковь была возвращена Эстонской апостольской православной церкви и переосвящена летом 2003 года священником Вадимом Ребасе и диаконом Тимофеем (Танелом) Васселом.